# Olympische Sommerspiele 1984/Teilnehmer (Nigeria)
| Gelbes Symbol für Goldmedaillen mit stilisierten Olympischen Ringen | Graues Symbol für Silbermedaillen mit stilisierten Olympischen Ringen | Braundes Symbol für Bronzemedaillen mit stilisierten Olympischen Ringen |
| ------------------------------------------------------------------- | --------------------------------------------------------------------- | ----------------------------------------------------------------------- |
| —                                                                   | 1                                                                     | 1                                                                       |

Nigeria nahm an den Olympischen Sommerspielen 1984 in Los Angeles, USA, mit einer Delegation von 32 Sportlern (30 Männer und zwei Frauen) teil.

## Medaillengewinner

### Silber
| Name(n)            | Sportart | Wettkampf    |
| ------------------ | -------- | ------------ |
| Peter Konyegwachie | Boxen    | Federgewicht |

### Bronze
| Name(n)                                                      | Sportart       | Wettkampf     |
| ------------------------------------------------------------ | -------------- | ------------- |
| Sunday Uti, Moses Ugbisie, Rotimi Peters & Innocent Egbunike | Leichtathletik | 4 × 400 Meter |

## Teilnehmer nach Sportarten

### Boxen
- Joe Orewa
Bantamgewicht: 9. Platz

- Peter Konyegwachie
Federgewicht: Silber

- Christopher Ossai
Leichtgewicht: 9. Platz

- Charles Nwokolo
Halbweltergewicht: 9. Platz

- Roland Omoruyi
Weltergewicht: 17. Platz

- Jerry Okorodudu
Mittelgewicht: 5. Platz

### Gewichtheben
- Lawrence Iquaibom
Federgewicht: 14. Platz

- Patrick Bassey
Leichtgewicht: 9. Platz

- Emmanuel Oshomah
Mittelschwergewicht: 16. Platz

- Oliver Orok
I. Schwergewicht: DNF

- Bartholomew Oluoma
Superschwergewicht: 5. Platz

- Ironbar Bassey
Superschwergewicht: DNF

### Leichtathletik
- Chidi Imoh
100 Meter: Viertelfinale

- Sunday Uti
400 Meter: 6. Platz
4 × 400 Meter: Bronze

- Innocent Egbunike
400 Meter: 7. Platz
4 × 400 Meter: Bronze

- Henry Amike
400 Meter Hürden: 8. Platz

- Iziaq Adeyanju
4 × 100 Meter: Halbfinale

- Ikpoto Eseme
4 × 100 Meter: Halbfinale

- Samson Oyeledun
4 × 100 Meter: Halbfinale

- Lawrence Adegbeingbe
4 × 100 Meter: Halbfinale

- Moses Ugbisie
4 × 400 Meter: Bronze

- Rotimi Peters
4 × 400 Meter: Bronze

- Yusuf Alli
Weitsprung: 9. Platz

- Joshua Kio
Weitsprung: 12. Platz

- Ajayi Agbebaku
Dreisprung: 7. Platz

- Joseph Taiwo
Dreisprung: 9. Platz

- Paul Emordi
Dreisprung: 21. Platz in der Qualifikation

- Ifeoma Mbanugo
Frauen, Marathon: DNF

- Maria Usifo
Frauen, 100 Meter Hürden: Halbfinale
Frauen, 400 Meter Hürden: Halbfinale

### Ringen
- Seidu Olawale
Weltergewicht, Freistil: Gruppenphase

- Kally Agogo
Mittelgewicht, Freistil: Gruppenphase

- Macauley Appah
Halbschwergewicht, Freistil: 5. Platz